# Tillandsia pueblensis
Tillandsia pueblensis là một loài thuộc chi Tillandsia. Đây là loài đặc hữu của México.